# Kulczybowate
Kulczybowate (Strychnaceae DC. ex Perleb) – rodzina roślin wyróżniana w niektórych systemach klasyfikacyjnych roślin okrytonasiennych w obrębie rzędu goryczkowców (np. w systemie Reveala z lat 1993–1999). W nowszych systemach (np. systemie APG III z 2009, przedstawiciele tego taksonu włączani są do loganiowatych (Loganiaceae).

## Systematyka
Pozycja w systemie Reveala (1993–1999)
Gromada okrytonasienne (Magnoliophyta Cronquist), podgromada Magnoliophytina Frohne & U. Jensen ex Reveal, klasa Rosopsida Batsch, podklasa jasnotowe (Lamiidae Takht. ex Reveal), nadrząd Gentiananae Thorne ex Reveal, rząd goryczkowce (Gentianales Lindl.), rodzina kulczybowate (Strychnaceae DC. ex Perleb).
Podział według Crescent Bloom (uproszczony)
- plemię: Antonieae Endl.
  - rodzaj: Antonia Pohl
- plemię: Coelostyleae Endl.
  - rodzaj: Coelostylis Torr. & A. Gray ex Endl.
- plemię: Gardnerieae Endl.
  - rodzaj: Gardneria Wall.
- plemię: Mitrasacmeae Meisn.
  - rodzaj: Mitrasacme Labill.
- plemię: Spigelieae Dumort.
  - rodzaj: Spigelia L.
- plemię: Strychneae Endl.
  - rodzaj: Strychnos L. – kulczyba
- plemię: Usterieae Endl.
  - rodzaj: Usteria Willd.